# Кемпа-Гостецька
Кемпа-Гостецька (пол. Kępa Gostecka) — село в Польщі, у гміні Лазіська Опольського повіту Люблінського воєводства.
Населення — 335 осіб (2011).
У 1975-1998 роках село належало до Радомського воєводства.

## Демографія
Демографічна структура станом на 31 березня 2011 року:
|          | Загалом | Допрацездатний вік | Працездатний вік | Постпрацездатний вік |
| -------- | ------- | ------------------ | ---------------- | -------------------- |
| Чоловіки | 148     | 30                 | 101              | 17                   |
| Жінки    | 187     | 38                 | 105              | 44                   |
| Разом    | 335     | 68                 | 206              | 61                   |